# Draconarius auriformis
Draconarius auriformis là một loài nhện trong họ Amaurobiidae.
Loài này thuộc chi Draconarius. Draconarius auriformis được Yajun Xu & S. Q. Li miêu tả năm 2007.